# Lomela (territorium)
Lomela är ett territorium i Kongo-Kinshasa. Det ligger i provinsen Sankuru, i den centrala delen av landet, 900 km öster om huvudstaden Kinshasa.